# Daniele Greco
Daniele Greco (Nardò, 1º marzo 1989) è un triplista italiano, campione europeo indoor a Göteborg 2013.
In carriera è stato anche medaglia d'oro agli Europei under 23 di Kaunas 2009 e ai Giochi del Mediterraneo di Mersin 2013. Inoltre è stato medaglia di bronzo ai Giochi del Mediterraneo di Pescara 2009.
È, dietro il primatista Andy Diaz Hernandez e Fabrizio Donato, il terzo migliore triplista italiano di sempre sia outdoor (17,47 m nel 2012) che indoor (17,70 m nel 2013); è anche primatista italiano promesse sia outdoor che indoor.

## Biografia

### 2003-2006: gli inizi
È stato avviato all'atletica leggera nel 2003 dal suo attuale allenatore Raimondo Orsini che lo segue insieme al tecnico Roberto Pericoli.
Durante lo stesso anno gareggia ai campionati italiani cadetti concludendo la gara in nona posizione.
Nel 2004 vince la sua prima medaglia che è anche il suo primo titolo italiano giovanile nel salto triplo ai campionati nazionali cadetti.
Due le medaglie vinte, entrambe di bronzo, ai campionati italiani allievi del 2005: bronzo nel triplo indoor, quarto posto sempre nel triplo ma all'aperto ed infine bronzo nel salto in lungo outdoor.
Nel 2006 vince la medaglia di bronzo alle Gymnasiadi in Grecia a Salonicco.
Ai campionati italiani vince quattro medaglie ai nazionali allievi: agli indoor argento nel lungo e oro nel triplo, all'aperto invece è oro nel triplo ed argento sui 100 m.

### 2007-2009: l'esordio in Nazionale assoluta e il titolo agli Europei U23
Nel 2007 diventa campione italiano juniores nel triplo indoor, mentre all'aperto finisce al quarto posto.
Agli Europei juniores di Hengelo nei Paesi Bassi finisce ultimo nella finale.
Nel 2008 centra la doppietta di titoli italiani juniores indoor-outdoor; inoltre termina quarto sia nel salto in lungo juniores indoor che nei 200 m outdoor.
Nel mese di luglio gareggia nella finale dei Mondiali juniores in Polonia a Bydgoszcz finendo in quarta posizione.
Ha esordito con la Nazionale seniores il 6 marzo del 2009 agli Europei indoor svoltisi in Italia a Torino dove non è riuscito a qualificarsi per la finale a otto.
Il 30 giugno vince la medaglia di bronzo in Italia ai Giochi del Mediterraneo di Pescara.
Il 19 luglio è assurto agli onori della ribalta internazionale conquistando la medaglia d'oro per l'Italia agli Europei under 23 di Kaunas (Lituania) con la notevole misura di 17,20 m che costituiva al momento la 5ª migliore prestazione italiana nel salto triplo e, allo stesso tempo, raggiungendo il minimo A per i Mondiali di Berlino (Germania): non riuscendo però a superare la fase di qualificazione alla finale.
Ai vari campionati italiani disputati nel corso del 2009, fa en plein di medaglie nelle 6 finali affrontate: due ori agli italiani promesse indoor con vittoria sia nei 60 m (davanti al velocista Giacomo Gavino Dettori) che nel salto triplo, argento agli assoluti indoor nel triplo, infine ai campionati nazionali universitari vince l'argento sui 100 m e l'oro nel triplo.

### 2010-2012: quarto ai Giochi olimpici di Londra
Il 12 marzo del 2010 disputa la qualificazione ai Mondiali indoor di Doha in Qatar non riuscendo però ad accedere alla finale; anche agli Europei in Spagna a Barcellona il 27 luglio non ottiene una misura che gli permetta di disputare la finale.
Quattro medaglie con tre titoli italiani giovanili durante il 2010: doppietta di ori agli italiani promesse indoor con l'accoppiata 60 m (davanti al velocista Michael Tumi) e salto triplo, bronzo agli assoluti indoor nel triplo, oro ai nazionali promesse e poi quarto posto agli assoluti.
Nel 2011 in Italia disputa soltanto la stagione agonistica indoor, vincendo il titolo nazionale promesse e diventando vicecampione italiano assoluto.
Il 4 marzo agli Europei indoor in Francia a Parigi ottiene la qualificazione per finale del salto triplo, saltando 16,75 m al 3º tentativo; in finale poi chiude la gara all'ottavo posto.
Il 17 luglio ad Ostrava in Repubblica Ceca in occasione degli Europei under 23 termina la finale al quarto posto.
Il 2012 si apre con la qualificazione olimpica per Londra con la misura di 17,24 m saltata ad Ancona il 21 gennaio.
Il 26 febbraio, sempre ad Ancona, finisce settimo nella finale degli assoluti indoor.
Ai Mondiali indoor di Istanbul in Turchia l'11 marzo si classifica 5º con la misura di 17,28 m, nuovo primato personale indoor.
Il 28 giugno nelle qualificazioni degli Europei di Helsinki in Finlandia non riesce a raggiungere la finale.
Ai campionati italiani assoluti di Bressanone l'8 luglio vince il titolo italiano battendo il campione europeo Fabrizio Donato con 17,67 m con vento a favore di 3,4 m/s, ottenendo al tempo stesso un salto regolare di 17,39 m con vento a favore di 1,1 m/s.
Il 9 agosto ai Giochi olimpici di Londra (Gran Bretagna) si classifica al quarto posto (con la misura di 17,34 m ottenuta al secondo salto) nella finale del salto triplo, proprio dietro il bronzo di Fabrizio Donato.

### 2013-2016: l'oro agli Europei indoor e ai Giochi del Mediterraneo
Il 2 marzo del 2013 agli Europei indoor di Göteborg in Svezia vince la medaglia d'oro con la misura di 17,70 m, festeggiando la sua vittoria con una maglietta con la scritta «Jesus lives in me» (Gesù vive in me).
Il 26 giugno ai Giochi del Mediterraneo vince un'altra medaglia, questa volta d'oro, a Mersin in Turchia.
Nell'estate del 2013 viene insignito del Premio Kallistos, assegnato dall'Amministrazione Comunale di Alliste (provincia di Lecce, nella sezione "La stoffa del campione" con la seguente motivazione: «Medaglia d'oro ai Campionati europei indoor di Göteborg nel 2013, 5º classificato ai Mondiali indoor di Istanbul nel 2012 e a un passo dal podio alle Olimpiadi di Londra, con il 4º posto nella finale del salto triplo, per aver portato il Salento e l'Italia nell'Olimpo dell'atletica leggera, scrivendo una nuova, gloriosa pagina per il nostro sport».
Un infortunio muscolare, subito durante il riscaldamento per le qualificazioni, impedisce la sua partecipazione alla finale del salto triplo ai Mondiali di Mosca in Russia, in programma il 18 agosto.
Una vicenda del tutto analoga lo colpisce agli Europei di Zurigo in Svizzera, l'anno seguente, quando è vittima della rottura del tendine di Achille durante il riscaldamento per le qualificazioni.
Il 7 maggio del 2016 a Rieti, dopo quasi due anni, ritorna alle gare con un miglior salto di 16,32 m (+0,8 m/s).

## Curiosità
- Oltre i 12 titoli italiani nel salto triplo, ha vinto anche 2 titoli nazionali promesse indoor sui 60 m.
- È titolato nel salto triplo all'aperto in sei campionati italiani diversi: cadetti, allievi, juniores, promesse, universitari ed assoluti.
- Ha centrato l'accoppiata annuale, al secondo anno di categoria, di titoli indoor-outdoor nei tre campionati italiani giovanili allievi (2006), juniores (2008) e promesse (2010).

## Record nazionali

### Promesse
- Salto triplo: 17,20 m ( Kaunas, 19 luglio 2009)[3]
- Salto triplo indoor: 16,95 m ( Ancona, 13 febbraio 2010)[4]

## Progressione

### Salto triplo
| Stagione | Misura  | Luogo    | Data       | Rank. Mond. |
| -------- | ------- | -------- | ---------- | ----------- |
| 2016     | 16,32 m | Rieti    | 7-5-2016   |             |
| 2014     | 16,84 m | Roma     | 5-6-2014   |             |
| 2013     | 17,25 m | Monaco   | 19-7-2013  |             |
| 2012     | 17,47 m | Potenza  | 9-6-2012   |             |
| 2011     | 16,95 m | Lecce    | 27-5-2011  |             |
| 2010     | 16,57 m | Pescara  | 19-6-2010  |             |
| 2009     | 17,20 m | Kaunas   | 19-7-2009  |             |
| 2008     | 16,41 m | Rabat    | 3-8-2008   |             |
| 2007     | 15,72 m | Lecce    | 27-10-2007 |             |
| 2006     | 15,45 m | Fano     | 8-10-2006  |             |
| 2005     | 15,01 m | Molfetta | 21-7-2005  |             |

### Salto triplo indoor
| Stagione | Misura  | Luogo    | Data      | Rank. Mond. |
| -------- | ------- | -------- | --------- | ----------- |
| 2013/14  | 16,65 m | Ancona   | 1-2-2014  |             |
| 2012/13  | 17,70 m | Göteborg | 2-3-2013  | 1º          |
| 2011/12  | 17,28 m | Istanbul | 11-3-2012 | 5º          |
| 2010/11  | 16,75 m | Parigi   | 4-3-2011  | 26º         |
| 2009/10  | 16,95 m | Ancona   | 13-2-2010 | 12º         |
| 2008/09  | 16,83 m | Torino   | 22-2-2009 | 19º         |
| 2007/08  | 16,12 m | Ancona   | 9-2-2008  | 98º         |
| 2006/07  | 15,58 m | Genova   | 25-2-2007 | 180º        |
| 2005/06  | 15,07 m | Ancona   | 12-2-2006 | 354º        |
| 2004/05  | 14,30 m | Genova   | 5-2-2005  |             |

## Palmarès
| Anno | Manifestazione          | Sede       | Evento       | Risultato | Prestazione | Note   |
| ---- | ----------------------- | ---------- | ------------ | --------- | ----------- | ------ |
| 2007 | Europei U20             | Hengelo    | Salto triplo | 12º       | 15,00 m     | [ 15 ] |
| 2008 | Mondiali U20            | Bydgoszcz  | Salto triplo | 4º        | 16,33 m     | [ 16 ] |
| 2009 | Europei indoor          | Torino     | Salto triplo | 14º (q)   | 15,76 m     | [ 17 ] |
| 2009 | Giochi del Mediterraneo | Pescara    | Salto triplo | Bronzo    | 16,64 m     | [ 17 ] |
| 2009 | Europei U23             | Kaunas     | Salto triplo | Oro       | 17,20 m     | [ 18 ] |
| 2009 | Mondiali                | Berlino    | Salto triplo | 34º (q)   | 16,18 m     | [ 17 ] |
| 2010 | Mondiali indoor         | Doha       | Salto triplo | 19º (q)   | 15,60 m     | [ 19 ] |
| 2010 | Europei                 | Barcellona | Salto triplo | 17º (q)   | 16,51 m     | [ 19 ] |
| 2011 | Europei indoor          | Parigi     | Salto triplo | 8º        | 16,24 m     | [ 20 ] |
| 2011 | Europei U23             | Ostrava    | Salto triplo | 4º        | 16,55 m     | [ 21 ] |
| 2012 | Mondiali indoor         | Istanbul   | Salto triplo | 5º        | 17,28 m     | [ 22 ] |
| 2012 | Europei                 | Helsinki   | Salto triplo | 24º (q)   | 15,90 m     | [ 22 ] |
| 2012 | Giochi olimpici         | Londra     | Salto triplo | 4º        | 17,34 m     | [ 22 ] |
| 2013 | Europei indoor          | Göteborg   | Salto triplo | Oro       | 17,70 m     | [ 23 ] |
| 2013 | Giochi del Mediterraneo | Mersin     | Salto triplo | Oro       | 17,13 m     | [ 23 ] |
| 2013 | Mondiali                | Mosca      | Salto triplo | nm (q)    | nm (q)      | [ 12 ] |
| 2014 | Europei                 | Zurigo     | Salto triplo | nm (q)    | nm (q)      | [ 13 ] |

## Campionati nazionali
- 1 volta campione nazionale assoluto del salto triplo (2012)
- 1 volta campione nazionale universitario del salto triplo (2009)
- 1 volta campione nazionale promesse del salto triplo (2010)
- 2 volte campione nazionale promesse indoor dei 60 m piani (2009, 2010)
- 3 volte campione nazionale promesse indoor del salto triplo (2009, 2010, 2011)
- 1 volta campione nazionale juniores del salto triplo (2008)
- 2 volte campione nazionale juniores indoor del salto triplo (2007, 2008)
- 1 volta campione nazionale allievi del salto triplo (2006)
- 1 volta campione nazionale allievi indoor del salto triplo (2006)
- 1 volta campione nazionale cadetti del salto triplo (2004)

2003
- 9º ai campionati italiani cadetti (Orvieto), salto triplo - 12,50 m[24]

2004
- Oro ai campionati italiani cadetti (Abano Terme), salto triplo - 14,14 m[25]

2005
- Bronzo ai campionati italiani allievi indoor (Genova), salto triplo - 14,30 m[5]
- Bronzo ai campionati italiani allievi (Rieti), salto in lungo - 6,63 m[5]
- 4º ai campionati italiani allievi (Rieti), salto triplo - 14,79 m[26]

2006
- Argento ai campionati italiani allievi indoor (Ancona), salto in lungo - 6,74 m[27]
- Oro ai campionati italiani allievi indoor (Ancona), salto triplo - 15,07 m[28]
- Argento ai campionati italiani allievi (Fano), 100 m piani - 11"00[29]
- Oro ai campionati italiani allievi (Fano), salto triplo - 15,45 m[30]

2007
- Oro ai campionati italiani juniores indoor (Genova), salto triplo - 15,58 m[31]
- 4º ai campionati italiani juniores (Bressanone), salto triplo - 15,43 m[32]

2008
- 4º ai campionati italiani juniores indoor (Ancona), salto in lungo - 6,91 m[33]
- Oro ai campionati italiani juniores indoor (Ancona), salto triplo - 16,12 m[34]
- 4º ai campionati italiani juniores (Torino), 200 m piani - 21"72[35]
- Oro ai campionati italiani juniores (Torino), salto triplo - 16,25 m[36]

2009
- Oro ai campionati italiani promesse indoor (Ancona), 60 m piani - 6"75[37]
- Oro ai campionati italiani promesse indoor (Ancona), salto triplo - 16,39 m[38]
- Argento ai campionati italiani assoluti indoor (Torino), salto triplo - 16,83 m[39]
- Argento ai campionati nazionali universitari (Lignano Sabbiadoro), 100 m piani - 10"46[40]
- Oro ai campionati nazionali universitari (Lignano Sabbiadoro), salto triplo - 16,02 m[41]

2010
- Oro ai campionati italiani promesse indoor (Ancona), 60 m piani - 6"76[42]
- Oro ai campionati italiani promesse indoor (Ancona), salto triplo - 16,95 m[43]
- Bronzo ai campionati italiani assoluti indoor (Ancona), salto triplo - 16,15 m[44]
- Oro ai campionati italiani promesse (Pescara), salto triplo - 16,57 m[45]
- 4º ai campionati italiani assoluti (Grosseto), salto triplo - 15,98 m[46]

2011
- Oro ai campionati italiani promesse indoor (Ancona), salto triplo - 16,48 m[47]
- Argento ai campionati italiani assoluti indoor (Ancona), salto triplo - 16,65 m[48]

2012
- 7º ai campionati italiani assoluti indoor (Ancona), salto triplo - 15,03 m[49]
- Oro ai campionati italiani assoluti (Bressanone), salto triplo - 17,67 m[50]

2022
- Argento ai campionati italiani assoluti indoor (Ancona), salto triplo - 15,86 m

## Altre competizioni internazionali
2006
- Bronzo alle Gymnasiadi ( Salonicco), salto triplo - 15,18 m[51]

2007
- Bronzo nell'Incontro internazionale juniores indoor Francia-Germania-Italia ( Vittel), salto triplo - 15,55 m[15]
- 4º nella Coppa del Mediterraneo ovest juniores, salto triplo - 15,40 m[15]

2008
- Argento nell'Incontro internazionale juniores indoor Germania-Francia-Italia ( Halle), salto triplo - 15,63 m[16]
- 15º al Rieti Meeting ( Rieti), 100 m piani - 10"55[52]
- Oro nella Coppa del Mediterraneo ovest juniores ( Rabat), 100 m piani - 10"39[16]
- Oro nella Coppa del Mediterraneo ovest juniores ( Rabat), salto triplo - 16,41 m[16]

2009
- 4º al Rieti Meeting ( Rieti), salto triplo - 16,56 m[53]

2012
- 5º al London Grand Prix ( Londra, salto triplo - 16,80 m[54]
- 5º al Weltklasse Zürich ( Zurigo), salto triplo - 16,41 m[55]

2013
- Argento al Golden Gala Pietro Mennea ( Roma), salto triplo - 17,04 m[56]
- Argento all'Herculis ( Monaco), salto triplo - 17,25 m[57]

2014
- 7º al Golden Gala Pietro Mennea ( Roma), salto triplo - 16,89 m[58]